# Arthur Haeghebaert
Arthur Haeghebaert, ook Arthur Haegebaert (Assebroek, 5 juni 1876 - Roeselare, 9 april 1942), was een Belgisch kunstschilder, behorende tot de Brugse School.

## Levensloop
Haeghebaert was een zoon van landbouwer en hovenier Jan Haeghebaert en Silvia Monballui. Het gezin verhuisde in 1881 naar de Sint-Clarastraat in Brugge, waar Jan de bloemisterij overnam van Charles Van den Bon, onder de naam 'Etablissement horticole J. Haegebaert'.
Arthur leerde bij zijn vader voor hovenier, maar studeerde tegelijk aan de Academie voor Schone Kunsten Brugge bij Pieter Raoux en Edmond Van Hove. Hij studeerde verder vanaf 1897 aan de Koninklijke Academie voor Schone Kunsten van Antwerpen en aan de Koninklijke Academie voor Schone Kunsten van Brussel.
Hij trouwde met Bertha Magnée (1877-1907) en trad opnieuw in het huwelijk in 1908 met Josine Van der Hooft (1884-1962) met wie hij vier kinderen kreeg. Na in Brugge en Sint-Kruis te hebben gewoond, vluchtte het gezin in 1914 naar het Nederlandse Aardenburg. Het was tijdens het verblijf in Nederland, in 1916, dat hij zijn eerste erkenning als kunstschilder kreeg. In 1921 verhuisde het gezin naar Blankenberge.
Naast zijn activiteiten als kunstschilder baatte hij een pension uit, eerst in Blankenberge, vervolgens in Knokke. Vanaf 1930 baatte hij een kunstgalerij uit op de Knokse Zeedijk. In mei 1941 vluchtte het gezin naar de Dordogne, en kwam na enkele maanden terug naar België, eerst in Knokke, vervolgens in Roeselare.  
Hij werd een specialist van de karakteristieke 'koppen': Visser, Arnemuidens vrouwtje, Zeebonk, Visserskop, Zeeman, Grafmaker, Biddende vrouw, Biddende kinderen, Middelburgse straattypen. Daarnaast schilderde hij stadsgezichten (Brugge, Veere, Lissewege, Knokke enz.), marines, landschappen (Knokke, Sluis, Sint-Anna-ter-Muiden).